# Cribrilina cryptooecium
Cribrilina cryptooecium är en mossdjursart som beskrevs av Norman 1903. Cribrilina cryptooecium ingår i släktet Cribrilina och familjen Cribrilinidae. Arten är reproducerande i Sverige. Inga underarter finns listade i Catalogue of Life.